# Леннарт Бунке
Леннарт Бунке (швед. Lennart Bunke, нар. 3 квітня 1912, Геганес — пом. 17 серпня 1988) — шведський футболіст, нападник.

## Клубна кар'єра
У футболі відомий виступами у команді Гельсінгборг, кольори якої і захищав протягом усієї своєї кар'єри гравця. 

## Виступи за збірну
1933 року дебютував в офіційних матчах у складі національної збірної Швеції. Протягом кар'єри у національній команді провів у формі головної команди країни 11 матчів, забивши 8 голів.
Був присутній в заявці збірної на двох чемпіонатах світу 1934 року в Уругваї і 1938 року у Франції, але на поле не виходив.
Помер 17 серпня 1988 року на 77-му році життя.